# Celda de bit
Una celda de bit es la longitud de la cinta, el área de la superficie del disco, o la parte de un circuito integrado en el que se almacena o graba un solo bit. Cuanto más pequeñas son las celdas de bits, mayor es la densidad de almacenamiento del medio.
En el almacenamiento magnético, el flujo magnético o la magnetización no cambia necesariamente en los límites de las celdas de bits para indicar los estados de los bits. Por ejemplo, la presencia de una transición magnética dentro de una celda de bit podría registrar el estado 1, y la falta de dicha transición podría registrar el estado 0. También son posibles otras codificaciones.